# Dookie
| Recensione | Giudizio |
| ---------- | -------- |
| AllMusic   |          |

Dookie è il terzo album in studio del gruppo musicale statunitense Green Day, pubblicato il 1º febbraio 1994 dalla Reprise Records.
Primo album del gruppo con la collaborazione di Rob Cavallo, Dookie è divenuto un successo commerciale in tutto il mondo, raggiungendo la seconda posizione nella classifica statunitense degli album e ha scalato le classifiche in sette paesi. L'album ha contribuito a far emergere il trio nel mainstream, conferendogli molta popolarità; insieme a Smash degli Offspring, uscito quello stesso anno, ha rivitalizzato il genere punk rock negli anni novanta. Il disco è stato inserito alla 375ª posizione nella lista inerente ai 500 migliori album di sempre secondo Rolling Stone.
Da Dookie sono stati estratti cinque singoli: Longview, la ri-registrazione di Welcome to Paradise, Basket Case, il singolo mandato in onda su tutte le radio, When I Come Around e She.
L'album inizialmente non riscosse grande successo; fu solo con la pubblicazione di Basket Case e When I Come Around, diversi mesi dopo la sua uscita, che divenne un successo planetario. Dal 2008 Dookie è l'album più venduto dei Green Day, con oltre 15 milioni di copie vendute in tutto il mondo. Si tratta inoltre dell'unico lavoro del gruppo ad essere stato certificato disco di diamante dalla Recording Industry Association of America. Dookie è stato premiato con il Grammy Award al miglior album di musica alternativa nel 1995.
Il 29 settembre 2023 è stata pubblicata un'edizione super deluxe al fine di celebrare il trentesimo anniversario dell'album, che contiene outtake, demo e due concerti, tra cui l'iconico a Woodstock nel 1994 che ha visto la band statunitense protagonista di una battaglia di fango a fine concerto.

## Descrizione
Con questo album i Green Day passano ufficialmente alla major Reprise Records, una sezione della Warner Brothers e debuttano su MTV con il video Longview, girato nell'appartamento di Billie Joe Armstrong e di Mike Dirnt, per poi ottenere un successo planetario con i singoli When I Come Around e Basket Case.
L'album è il maggior successo dei Green Day con i suoi 15 milioni di copie vendute.

### Antefatti
Dopo il successo ottenuto dal secondo album Kerplunk, nel 1991, una serie di importanti etichette si interessarono ai Green Day. I rappresentanti di queste etichette tentarono di invogliare il gruppo a firmare, invitandoli ad alcuni banchetti per discutere dell'accordo, con un dirigente, arrivando persino ad invitare il gruppo a Disneyland. Il gruppo scelse infine di firmare per la Reprise Records, il cui produttore era Rob Cavallo. I componenti del gruppo, infatti, rimasero profondamente colpiti dal suo lavoro svolto con i colleghi californiani The Muffs, e trovarono inoltre che Cavallo "era l'unica persona che poteva veramente parlare e interagire con loro". Il gruppo decise quindi di lasciare la vecchia etichetta discografica indipendente Lookout! Records amichevolmente, per firmare con la major Reprise Records. La firma con una grossa etichetta convinse gran parte dei fan del gruppo, ed in particolare i membri del club 924 Gilman Street, a ritenere i Green Day come "venduti". Da allora, il club vietò persino l'ingresso ai membri del gruppo. Riflettendo per un lungo periodo, Billie Joe Armstrong dichiarò alla rivista Spin nel 1999: "Non ho potuto tornare alla scena punk, perché dovevo decidere tra il più grande successo nel mondo o il più grande fallimento [...] L'unica cosa che ho potuto fare è stato ritornare sulla mia bici e andare avanti."

### Registrazione e produzione
Rob Cavallo venne scelto come il principale produttore dell'album, affidando a Jerry Finn il missaggio. I Green Day diedero alcune demo dei nuovi brani a Cavallo, il quale, dopo averle ascoltate in macchina verso casa, avvertì che "era incappato in qualcosa di grande." Il gruppo registrò l'album in tre settimane, e lo stesso fu missato due volte. Il gruppo, dopo aver ascoltato il missaggio originale, decise che non era soddisfacente. Cavallo era d'accordo, così è stato remixato, al Fantasy Studios di Berkeley in California. Armstrong più tardi raccontò della loro esperienza di studio: "Tutto era già scritto, tutto quello che dovevo fare era suonare."

### Composizione dei brani
Gran parte del contenuto dell'album è stato scritto da Armstrong, ad eccezione di Emenius Sleepus, composto da Armstrong insieme al bassista Mike Dirnt, e la traccia fantasma All By Myself, interamente composta dal batterista Tré Cool. L'album ha toccato varie esperienze dei membri del gruppo, incluse tematiche come ansia, attacchi di panico, masturbazione, orientamento sessuale, noia ed ex-fidanzate.

Armstrong ha dichiarato che il singolo Longview tratta un tema basato principalmente sulla noia, la masturbazione, e il fumo di cannabis, come evidente in alcune parti del testo: 
(Green Day, Longview)
Welcome to Paradise era originariamente incluso nel secondo album in studio Kerplunk. La canzone è stata ri-registrata, con un suono meno granuloso per l'album Dookie. La canzone non ha mai avuto un video musicale, tuttavia, è solito associarli un video live del brano, come un video musicale. Il video si trova sul sito ufficiale dei Green Day.
A differenza di ciò che si pensa, She non è dedicata alla moglie di Armstrong, Adrienne Nesser, ma ad Amanda (una sua ex fidanzata) a cui sono anche dedicate le canzoni Whatsername e, appunto, Amanda.
When I Come Around è stata scritta da Billie Joe dopo una litigata con Adrienne; dopo averla lasciata stare per un po', da solo decide di fare un giro. Così scrive la canzone. Nel video i tre membri della band si fanno un giro per Berkeley; Coming Clean parla del periodo di confusione di Billie Joe quando aveva 16/17 anni e si sentiva bisessuale; In the End non parla di una ragazza, bensì della madre di Billie Joe e del suo patrigno, come "Why do you want him?".

## Accoglienza

### Riconoscimenti
Dookie è stato indicato da varie testate come l'album migliore del 1994, del genere pop punk, oltre che uno dei più importanti degli anni novanta.
| Pubblicazione               | Paese       | Riconoscimento                                                        | Anno | Posizione |
| --------------------------- | ----------- | --------------------------------------------------------------------- | ---- | --------- |
| Kerrang!                    | Regno Unito | The Kerrang! 100 Albums You Must Hear Before You Die                  | 1998 | 33        |
| Classic Rock & Metal Hammer | Regno Unito | The 200 Greatest Albums of the 90s                                    | 2006 | N/A       |
| Robert Dimery               | Stati Uniti | 1001 Albums You Must Hear Before You Die                              | 2005 | N/A       |
| Rolling Stone               | Stati Uniti | The 500 Greatest Albums of All Time                                   | 2012 | 193       |
| Rolling Stone               | Stati Uniti | Best Albums of 1994 (Readers Choice)                                  | 1994 | 1         |
| Rolling Stone               | Stati Uniti | 1994: The 40 Best Records From Mainstream Alternative's Greatest Year | 2014 | 1         |
| Loudwire                    | Stati Uniti | 10 Best Hard Rock Albums of 1994                                      | 2014 | 1         |
| Rolling Stone               | Stati Uniti | 100 Best Albums of the Nineties                                       | 2010 | 30        |
| Spin                        | Stati Uniti | 100 Greatest Albums, 1985–2005                                        | 2005 | 44        |
| Rock and Roll Hall of Fame  | Stati Uniti | The Definitive 200                                                    | 2005 | 50        |
| Kerrang!                    | Regno Unito | 51 Greatest Pop Punk Albums Ever                                      | 2015 | 2         |
| Rolling Stone               | Stati Uniti | 40 Greatest Punk Albums of All Time                                   | 2016 | 18        |
| Rolling Stone               | Stati Uniti | 50 Greatest Pop-Punk Albums                                           | 2017 | 1         |

## Tracce
Testi di Billie Joe Armstrong (eccetto dove indicato), musiche di Green Day.
1. Burnout – 2:07
2. Having a Blast – 2:45
3. Chump – 2:54
4. Longview – 4:00
5. Welcome to Paradise – 3:44
6. Pulling Teeth – 2:31
7. Basket Case – 3:04
8. She – 2:14
9. Sassafras Roots – 2:37
10. When I Come Around – 2:59
11. Coming Clean – 1:34
12. Emenius Sleepus – 1:44 (testo: Mike Dirnt)
13. In the End – 1:47
14. F.O.D. (Fuck Off and Die) – 5:48 – contiene la traccia fantasma All By Myself, scritta e cantata da Tré Cool

## Formazione
- Billie Joe Armstrong – voce, chitarre
- Mike Dirnt – basso, cori
- Tré Cool – batteria; voce e chitarra in All by Myself

## Classifiche

### Classifiche settimanali
| Classifica (1994/95) | Posizione massima |
| -------------------- | ----------------- |
| Australia            | 1                 |
| Austria              | 4                 |
| Belgio (Fiandre)     | 13                |
| Belgio (Vallonia)    | 13                |
| Canada               | 1                 |
| Finlandia            | 5                 |
| Germania             | 4                 |
| Italia               | 10                |
| Norvegia             | 9                 |
| Nuova Zelanda        | 1                 |
| Paesi Bassi          | 5                 |
| Regno Unito          | 13                |
| Stati Uniti          | 2                 |
| Svezia               | 3                 |
| Svizzera             | 6                 |

### Classifiche di fine anno
| Classifica (1995) | Posizione |
| ----------------- | --------- |
| Australia         | 10        |
| Austria           | 4         |
| Canada            | 2         |
| Germania          | 6         |
| Nuova Zelanda     | 4         |
| Paesi Bassi       | 32        |
| Regno Unito       | 53        |
| Stati Uniti       | 7         |
| Svizzera          | 5         |

### Classifiche di fine decennio
| Classifica (1990–1999) | Posizione |
| ---------------------- | --------- |
| Stati Uniti            | 33        |